# Amir Saipi
Amir Saipi (* 8. Juli 2000 in Schaffhausen) ist ein schweizerisch-kosovarischer Fussballtorhüter.

## Karriere

### Verein
Saipi begann seine Laufbahn in der Jugend des FC Schaffhausen. Zwischen 2016 und 2017 absolvierte er zwei Partien für die zweite Mannschaft in der fünftklassigen 2. Liga interregional. Im Sommer 2017 wurde er an den FC Winterthur verliehen. Ein Jahr später schloss er sich auf Leihbasis dem Grasshopper Club Zürich an. Bis Saisonende kam der Torhüter zu 19 Einsätzen für die Reserve in der viertklassigen 1. Liga. Zur Saison 2019/20 kehrte er zum FC Schaffhausen zurück, für dessen erste Mannschaft er im Juli 2019 beim 2:2 gegen den FC Lausanne-Sport in der Challenge League debütierte. Er avancierte zum Stammtorhüter und kam bis Saisonende zu 30 Spielen in der zweithöchsten Schweizer Spielklasse. In der Folgesaison fungierte Saipi nach der Verpflichtung von David Da Costa zunächst als Ersatztorhüter. Ab April 2021 stand Saipi wieder dauerhaft im Tor des Zweitligisten und kam bis Saisonende zu elf Spielen in der Challenge League. Im Sommer 2021 wechselte er nach vier weiteren Ligapartien für Schaffhausen zum Superligisten FC Lugano. Amir Saipi wurde 2022 mit dem FC Lugano Schweizer Cupsieger. Im Finale, welches die Bianconeri 4:1 gegen St. Gallen gewannen, spielte Saipi über 90 Minuten. 

### Nationalmannschaft
Saipi spielte 2019 viermal in der Schweizer U20-Auswahl. Im Mai 2021 gab er sein Debüt für das U21-Team. Mit der Mannschaft nahm er als Stammtorhüter an der U21-Europameisterschaft 2023 teil, bei der das Team im Viertelfinale gegen Spanien ausschied.
Saipi entschied sich 2024 nicht mehr für die Schweiz anzutreten und stattdessen für die Kosovarische Fußballnationalmannschaft zu spielen. Er begründete den Wechsel mit der hohen Konkurrenz um den Torhüterposten.

### Herkunft
Amir Saipi ist ein ethnischer Bosniake aus dem Kosovo. Er stammt aus der Ortschaft Gornje Ljubinje in der Gemeinde Prizren, einer Ortschaft, die  ausschließlich von Bosniaken bewohnt wird.

## Erfolge
FC Lugano
- Schweizer Cupsieger: 2021/22